# Temple Records
Temple Records war ein ursprünglich von Genesis P-Orridge gegründetes Musiklabel in England, das überwiegend Industrial- und Techno-Scheiben veröffentlicht hat und das heute ein Sublabel von Voiceprint Records ist.

## Temple Records (TOPY)

### Labelgeschichte
Temple Records wurde 1984 in London von Genesis P-Orridge gegründet, der damit die Produktion und den Vertrieb der Veröffentlichungen seiner Band Psychic TV in eigene Hände nahm, nachdem seine vorherigen Vertragspartner WEA und CBS versucht hatten, Einfluss auf die musikalische Gestaltung seiner Produktionen zu nehmen. Die Geschäftsführung des Labels lag in den Händen der Ehefrau des Musikers, Paula P-Orridge. 
Der Name "Temple Records" nimmt Bezug auf den Temple ov Psychic Youth (TOPY), den der Musiker als provokatives Propaganda-Instrument etwa zur gleichen Zeit ins Leben gerufen hatte. Die Nummerierung der Releases erfolgte daher auch mit dem Kürzel TOPY. Der Labelname kokettiert auch mit der Volkstempel-Sekte von Jim Jones, deren Massenselbstmord auf einer der Veröffentlichungen dokumentiert wurde. Der Psychic-TV-Titel White Nights hat seinen Namen ebenfalls von den so benannten Selbstmordübungen der Sekte.
Die erste Veröffentlichung erfolgte im Jahr 1984: die Maxisingle "Unclean/Mirrors" von Psychic TV (TOPY 001). Generell bestand die überwiegende Anzahl von Label-Veröffentlichungen aus Alben und Maxisingles von Psychic TV, die in schneller Folge erschienen. Im Jahr 1985 erschienen daneben genregleiche Veröffentlichungen von John Gosling (als "Zoskia") und Ram Ram Kino. Ebenfalls veröffentlichte man eine LP von Fred Giannelli (als "Turning Shrines"), der später Musiker bei Psychic TV werden aber zuvor noch weitere Solo-Veröffentlichungen auf Temple Rec. haben sollte. Obwohl man sich bislang nur im Bereich des Industrial bewegte, verblüffte Temple Rec. noch 1985 mit der Veröffentlichung einer Maxisingle der Folkband Tiny Lights, von denen später noch ein Album folgte. Im Jahr 1987 stießen noch das Duo Nigel Bourne & Seldiy Bates, der ehemalige Schlagzeuger von Siouxsie and the Banshees, Kenny Morris, sowie der spanische Aktionskünstler Jordi Valls (aka. Vagina Dentata Organ) zur Labelfamilie. Bis Anfang 1991 erschienen knapp 60 Veröffentlichungen, viele davon in limitierter Auflage oder als Picture-Disk. Für eine Serie von Live-Alben von Psychic TV hatte man sich einfallen lassen, die ersten neun Alben dieser Serie jeweils mit einem "Voucher" genannten Beiblatt auszuliefern, um die wiederum als Picturedisk ausgeführte zehnte LP der Serie (TOPY 032) nur den Einsendern der gesammelten Beiblätter zugänglich zu machen. Die ersten 40 Veröffentlichungen sind überwiegend dem Industrial-Genre zuzuordnen, ab 1988 kamen – dem Zeitgeist entsprechend – beginnend mit TOPY 037 auch Techno-Veröffentlichungen hinzu.
1991 musste die Familie P-Orridge aus juristischen Gründen England verlassen und verlor daher auch die Kontrolle über den Labelnamen. Die im Independent- und Techno-Bereich tätige Plastic Head Distribution übernahm daraufhin das Label und veröffentlichte in den Jahren 1993 und 1994 neben drei weiteren Releases von Psychic TV noch etwa zehn Maxis und Alben eher unbekannter Independent-Musiker wie Eden 224, Vallenato oder Fistfuck Deluxe. Wie zuvor weiterhin oftmals in farbigem Vinyl. Viele dieser späten Releases wurden von dem House-Produzenten Anthony Higgins initiiert, der unter den Namen "Godzilla" und "Starsky & Hutch" selbst noch drei Veröffentlichungen auf Temple Rec. vorgelegt hat. Als letztes Release gilt TOPY 081, eine 1994 in grünem Vinyl gepresste Maxisingle des Titels "Da Riddla" von einem Projekt oder Interpreten namens Nathan.

### Auflagenhöhe
Die Auflagenhöhe der Veröffentlichungen war sehr unterschiedlich. Live-Alben von Psychic TV wurden zumeist in einer Auflage von 5.000 Exemplaren aufgelegt (z. B. "Live in Reykjavik"), teilweise auch weniger ("Live in Heaven": 3000 St., "Temporary Temple": 2300 St.). Picturedisks erreichten oftmals nur geringe Auflagen ("Pagan Day": 999 St., "Psychedelic Violence": 1000 St.), waren manchmal aber auch nur Erstauflagen nachfolgender höher aufgelegter Pressungen in normalem schwarzen Vinyl. Studio-Alben wie "Towards the infinte Beat" (TOPY 049), von denen man sich einen größeren kommerziellen Erfolg als von den oftmals dürftig aufgenommenen Live-Alben versprach, wurden in mehreren 10.000 Exemplaren aufgelegt.

## Temple Records Scandinavia (TOPYSCAN)
Der schwedische Musiker Carl Abrahamsson, der mehrfach mit Genesis P-Orridge zusammengearbeitet hatte, betrieb zwischen 1988 und 1990 einen skandinavischen Zweig des Labels, Temple Records Scandinavia. Unter diesem Label veröffentlichte er vier Singles und vier Alben, darunter eine Live-LP von Psychic TV und die beiden Compilations "Swedish Exotica". Diese Releases erhielten das Kürzel TOPYSCAN (Temple ov Psychic Youth Scandinavia).

## Voiceprint Temple (TEMPVP)
Seit 2003 ist Temple Rec. ein Sublabel des englischen Labels Voiceprint Records, das unter dieser Labelbezeichnung seitdem Reissues alter Psychic-TV-Scheiben sowie neue Veröffentlichungen dieser Band herausbringt. Das Labelkürzel lautet nun TEMPVP.